# Діброва (Чернівці)
Дібро́ва — ботанічна пам'ятка природи місцевого значення в Україні. Розташована в межах міста Чернівці, вулиця Науки, 1. 
Площа 0,635 га. Статус надано згідно з рішенням 29 сесії Чернівецької обласної ради V скликання від 17 червня 2009 року № 148-29/09. Перебуває у віданні: Інститут термоелектрики Національної академії наук України та Міністерства освіти і науки України. 
Статус надано з метою збереження мальовничої діброви, в якій переважають насадження дуба звичайного (Quercus robur).